# Centella cordifolia
Centella cordifolia är en flockblommig växtart som först beskrevs av Joseph Dalton Hooker, och fick sitt nu gällande namn av Johann Axel Nannfeld. Centella cordifolia ingår i släktet centellor, och familjen flockblommiga växter. Inga underarter finns listade i Catalogue of Life.